# Friedrich von Holstein
Friedrich August Karl Ferdinand Julius von Holstein, conocido como Fritz von Holstein (Schwedt, 24 de agosto de 1837 - Berlín, 8 de mayo de 1909), fue un diplomático al servicio del Imperio alemán y jefe del departamento político del Ministerio de Asuntos Exteriores de su país durante más de 30 años. Desempeñó un papel determinante en el diseño de la política exterior alemana desde 1890, cuando Otto von Bismarck cesó como canciller, hasta 1906. Debido a que Holstein ejerció su influencia sin llegar a ser realmente conocido por la opinión pública, el periodista Maximilian Harden le atribuyó el sobrenombre de "eminencia gris".

## Biografía
Friedrich von Holstein nació en el seno de una antigua familia noble alemana procedente de Mecklemburgo. Su padre, August von Holstein (1800-1863), fue un oficial del ejército prusiano. Su madre, Karoline von Brünnow, tenía más de 45 años cuando lo trajo al mundo. Friedrich pasó sus primeros años en Trebenow (Pomerania). Posteriormente, la familia se trasladó a Berlín y él asistió al Instituto de Kölln donde finalizó su bachillerato en 1853. Desde 1853 hasta 1856 estudió Derecho en la Friedrich-Wilhelms-Universität de Berlín. Gracias a sus numerosos viajes por Europa obtuvo un conocimiento excelente de los idiomas francés e italiano.
Tras aprobar los correspondientes exámenes de Auskultator y Gerichtsreferendar adquirió experiencia profesional en el tribunal de la ciudad de Berlín. En diciembre de 1860 ingresó en la carrera diplomática y se convirtió en agregado de la legación alemana en San Petersburgo bajo el mando de Otto von Bismarck y Kurd von Schlözer. Bismarck, a quien su padre conocía desde hacía tiempo, le había ayudado a entrar en el servicio diplomático. De 1863 a 1867, Holstein trabajó sucesivamente como secretario de legación en las misiones prusianas de Río de Janeiro, Londres, Washington D. C., Stuttgart, Florencia y, desde 1867, de Copenhague. Durante su estancia en Washington, sus abiertas relaciones con Alice Mason Hooper, esposa del senador estadounidense Charles Sumner, provocaron su salida de la embajada y el divorcio posterior del matrimonio.
En 1870 fue contratado en el departamento político del Ministerio de Asuntos Exteriores y en 1871 fue llamado a Versalles, donde se encargó de la traducción de los documentos de capitulación del Segundo Imperio francés. En noviembre de 1871 se convirtió en el segundo secretario de la embajada en París y, en mayo de 1872, fue ascendido a consejero de la legación.
La actuación de Holstein en el asunto del embajador en París, conde Harry von Arnim causó revuelo en la política del momento. El ambicioso diplomático era un serio adversario de Bismarck y gozaba de la simpatía de Guillermo I debido a su trabajo anterior ante la Santa Sede y durante la celebración del Concilio Vaticano I. Por un lado, Arnim quería suceder a Bismarck en la cancillería del II Reich y contaba con el apoyo del partido conservador. Por otro lado, contra las expresas instrucciones del canciller, que prefería un régimen republicano en Francia, el embajador en París apoyó a los monárquicos franceses que buscaban la caída de Adolphe Thiers. 
Holstein proporcionó a Bismarck material inculpatorio que facilitó el procesamiento penal de Arnim y el fin de su carrera política. Sin embargo, las maquinaciones de Holstein salieron finalmente a la luz pública y le ganaron la enemistad de los círculos aristocráticos y conservadores que apoyaban al embajador defenestrado.
En abril de 1876, tras la caída del conde von Arnim, regresó al departamento político del Ministerio de Asuntos Exteriores. Ascendió a Consejero de la Legación Real (Wirklicher Legationsrat) en 1878, a Consejero de la Secretaría Real (Wirklicher Geheimer Legationsrat) en 1880 y a Subsecretario de Estado Adjunto (Stellvertreter des Unterstaatssekretärs) en 1883. Finalmente, el 31 de marzo de 1891 fue nombrado Secretario Real (Wirklicher Geheimer Legationsrat) con el título de "Excelencia". Holstein alcanzó un puesto clave en el Ministerio gracias a su estrecha relación con el canciller Bismarck y su hijo Herbert, titular de la cartera. Fue a través de su ministro que Holstein intentó transmitir sus ideas sobre política exterior.
A partir de la década de 1880, Holstein comenzó a distanciarse de la política exterior marcada por Otto von Bismarck y su hijo. No estaba a favor de la actitud prorrusa del canciller y abogaba por la ampliación de la Triple Alianza mediante la adhesión a la misma de Gran Bretaña. También se opuso a la renovación del Tratado de Reaseguro entre Rusia y Alemania por entender que contradecía la Entente Mediterránea de 1887. Holstein veía en Rusia la gran amenaza para el Alemania y estaba a favor de una guerra preventiva contra el imperio zarista.
Tras la dimisión forzada de Bismarck, seguida de la salida de su hijo Herbert del servicio diplomático en marzo de 1890, Holstein se convirtió en un influyente experto en política exterior del Reich alemán. Su eficacia administrativa y sus muchos años de experiencia hablaban a su favor. Gracias, además, a su buen entendimiento con Philipp zu Eulenburg, amigo del emperador, y con Bernhard von Bülow, futuro canciller, el diplomático pudo influir indirectamente en las decisiones de Guillermo II.
En los años siguientes, Holstein desmanteló la política de alianzas de Bismarck. En la primavera de 1890, se opuso a la renovación del tratado de reaseguro con Rusia, que Caprivi y Guillermo II habían querido prorrogar en un principio. Holstein veía a Gran Bretaña como el socio ideal para el Reich alemán y durante años trabajó para conseguir una alianza con el reino insular, pero sin éxito. Holstein no vio con buenos ojos la expansión alemana en ultramar, pero tampoco vetó el rumbo imperialista del Káiser. De hecho, se considera que las adquisiciones de Tsingtao y Samoa fueron obra suya.
Con la conclusión de la Entente Cordiale entre Francia y Gran Bretaña en 1904, Holstein se enfrentó al fracaso de su política exterior. Dado que el imperio británico se había acercado al enemigo tradicional de Alemania, a partir de ese momento sería aún más difícil atraer a Londres al lado alemán. Además, la cuestión naval tensó las relaciones entre ambas potencias.
En los años siguientes, Holstein planeó perturbar el entendimiento entre Francia y Gran Bretaña. La Primera Crisis Marroquí y la Conferencia de Algeciras de 1906 ofrecieron una oportunidad para ello. La valoración de Holstein (y también la del canciller del Reich von Bülow) fue que Gran Bretaña no apoyaría los planes coloniales franceses en Marruecos, pero ambos políticos calcularon mal. Londres apoyó a los franceses en Algeciras y la entente franco-británica se mantuvo. Holstein, consecuentemente, presentó su dimisión el 14 de abril, si bien con la vana esperanza de que el Canciller y el Emperador no la aceptaran.
Friedrich von Holstein murió en 1909, tres años después de dejar el Ministerio de Asuntos Exteriores. Su cuerpo fue enterrado en el Invalidenfriedhof de Berlín. Su tumba, allanada en la época de la República Democrática Alemana, recibió una lápida en 2009.

## Valoración de sus contemporáneos
Su inigualable conocimiento de los archivos, su extraordinaria memoria y su incomparable experiencia en cuestiones de personal le cualificaron como una persona indispensable para cuatro cancilleres diferentes y sucesivos: Bismarck, Caprivi, Hohenlohe y Bülow, aunque no fue especialmente apreciado por ninguno de ellos.  Bismarck le llamaba el "hombre con ojos de hiena". En sus memorias, Guillermo II refirió que la personalidad de Holstein le resultaba "inquietante".